# Walter Burkert
Walter Friedrich Max Burkert (Neuendettelsau, 2 febbraio 1931 – Zurigo, 11 marzo 2015) è stato uno storico delle religioni e filologo classico tedesco, studioso della cultura religiosa greca. Era professore emerito presso l'Università di Zurigo.

## Biografia
Figlio di Adolf Burkert, un pastore protestante bavarese, e di Louise Grossman, Walter Burkert ha vissuto in differenti cittadine tedesche di volta in volta influenzate dalla cultura cattolica o protestante, ciò gli ha consentito di conoscere il fenomeno religioso da prospettive diverse.
Classe 1931, gli fu risparmiato l'arruolamento nella Wehrmacht della Germania nazista e, nel 1950, dopo la guerra, frequentò le università di Erlangen e di Monaco partecipando, in particolare, ai corsi di Letteratura greca e latina tenuti da Otto Steel (1907-1975), a quelli di Religione romana di Carl Koch (1907-1956), a quelli di Storia della Filologia e Letteratura greca di Rudolf Pfeiffer (1889-1979) e a quelli dello storico Franz Schanebel (1887-1966) la cui lettura della Geistesgeschichte lo influenzò notevolmente.
Nel 1955 concluse la sua tesi di dottorato sulla nozione di "compassione" prima di Aristotele con Otto Steel, tema che lo introdusse allo studio del Pitagorismo e all'opera di Eric Dodds (1893–1979) The Greeks and the Irrational (1951) la cui lettura, come ebbe modo di ricordare lo stesso Burkert:
(Walter Burkert. Forschungen zu Religion und Geisteswelt der Griechen dargestellt anlässlich der Verleihung des Balzan-Preises 1990 citato in Giampiera Arrigoni. Walter Burkert e la religione greca in Italia, in Walter Burkert. La religione greca. Milano, Jaca Book, 2003, pagg. 14-5)
Nel 1957 venne nominato assistente all'Università di Erlangen, divenendo, nel 1961, "libero docente" nella stessa università. In questi anni lo studioso tedesco ebbe l'occasione di collaborare con il grande storico delle religioni Reinhold Merkelbach (1918-2006), autore del Roman und Mysterium in der Antike . Sempre in questo periodo si alternarono i suoi numerosi viaggi di studio in Grecia e il sodalizio con il filologo e grecista britannico Martin Litchfield West (1937-2015) e gli studi sull'Orfismo.
Nel 1965 giunto negli Stati Uniti come Junior Fellow del Center of Hellenic Studies di Washington per degli studi sulle iniziazioni, Burkert cominciò a manifestare il suo profondo interesse per la tematica del sacrificio cruento. Nel 1966 venne nominato professore di Filologia classica alla Technische Universität di Berlino e, nel 1968, Visiting Professor alla Università di Harvard. Dal 1969 al 1996 ha ricoperto l'incarico di professore di Filologia classica dell'Università di Zurigo e dal 1996 alla morte quello di professore emerito. Nel 1990 gli è stato attribuito il Premio Balzan per le scienze dell'antichità, in particolare per gli studi sulle religioni antiche del bacino del Mediterraneo.

## Opere
- Weisheit und Wissenschaft: Studien zu Pythagoras, Philolaos und Platon. Nürnberg: Hans Carl, 1962.
  - Lore and Science in Ancient Pythagoreanism, translated by Edwin L. Minar, Jr. Harvard University Press, 1972. ISBN 0-674-53918-4.
- Homo Necans. Interpretationen altgriechischer Opferriten und Mythen, Berlin 1972 ISBN 3-11-003875-7
  - trad. Francesco Bertolini, Homo necans. Antropologia del sacrificio cruento nella Grecia antica, Boringhieri, Torino 1981
- Griechische Religion der archaischen und klassischen Epoche, Stuttgart 1977 ISBN 3-17-004345-5
  - trad. Pietro Pavanini, I Greci in Storia delle religioni, vol. VIII, 2 tomi, prefazione di Giulia Sfameni Gasparro, Jaca Book, Milano 1984 ISBN 88-16-32008-7
  - nuova ed. ampliata, La religione greca di epoca arcaica e classica, prefazione di Giampiera Arrigoni, Jaca book, Milano 2003 ISBN 88-16-40585-6 ISBN 978-88-16-37008-1
- Structure and History in Greek Mythology and Ritual, Berkeley 1979 ISBN 0-520-04770-2
  - trad. Francesco Nuzzaco, Mito e rituale in Grecia. Struttura e storia, Laterza, Roma-Bari 1987 ISBN 88-420-2817-7 ISBN 88-420-3795-8; Oscar Mondadori, Milano 1992 ISBN 88-04-36282-0
- Die orientalisierende Epoche in der griechischen Religion und Literatur, Heidelberg 1984 ISBN 3-533-03528-X
  - trad. Marco Dorati e Roberta Sivieri, Da Omero ai Magi. La tradizione orientale nella cultura greca, a cura di Claudia Antonetti, Marsilio, Venezia 1999 ISBN 88-317-7158-2
- Antike Mysterien, Funktionen und Gehalt, München 1987 ISBN 3-406-34259-0
  - trad. Maria Rosaria Falivene, Antichi culti misterici, Laterza, Roma-Bari, 1989 ISBN 88-420-3384-7 ISBN 88-420-3720-6
- Wilder Ursprung. Opferritual und Mythos bei den Griechen, 1990
  - trad. Maria Rosaria Filimone, Origini selvagge. Sacrificio e mito nella Grecia antica, prefazione di Glenn Most, Laterza, Roma-Bari 1991 ISBN 88-420-4052-5
- intervento in Mario Vegetti (a cura di), Introduzione alle culture antiche, vol. III: L'esperienza religiosa antica, Bollati Boringhieri, Torino 1992 ISBN 88-339-0725-2
- Creation of the Sacred: Tracks of Biology in Early Religions, Harvard University Press, 1996
  - trad. Franco Salvatorelli, La creazione del sacro. Orme biologiche nell'esperienza religiosa, Adelphi, Milano 2003 ISBN 88-459-1825-4
- Klassisches Altertum und antikes Christentum, Berlin 1996 ISBN 3-11-015543-5
  - trad. Maria L. Sancassano e Giovanni Casadio, Antichità classica e Cristianesimo antico. Problemi di una scienza comprensiva delle religioni, prefazione di Christoph Markschies, Edizioni Lionello Giordano, Cosenza 2000 ISBN 88-86919-11-5
- Kulte des Altertums. Biologische Grundlagen der Religion, München 1998 ISBN 3-406-43355-3
- Die Griechen und der Orient, München 2004 ISBN 3-406-50247-4